# Quinto Cecilio
Quinto Cecilio (in latino Quintus Caecilius; 475 a.C. ca.) è stato un politico romano, tribuno della plebe nel 439 a.C..